# Luis Armando Muñoz González
Luis Armando Muñoz González (Colombia, siglo XX - Bogotá, 15 de mayo de 1984) fue un médico y docente colombiano.

## Biografía
Fue profesor de medicina de la Universidad Nacional sede Bogotá, director académico de la Facultad de Medicina de la Universidad Nacional.

## Secuestro y asesinato
El 14 de mayo de 1984, fue secuestrado saliendo de su consultorio ubicado en la carrera séptima con calle 82 en Bogotá. Su cadáver fue encontrado en la mañana del 15 de mayo en la autopista sur de Bogotá.
Tras su asesinato y el del estudiante Jesús “Chucho” León, se presentaron las protestas que derivaron en la Masacre de la Universidad Nacional el 16 de mayo de 1984.